# Dascyllus flavicaudus
Dascyllus flavicaudus là một loài cá biển thuộc chi Dascyllus trong họ Cá thia. Loài này được mô tả lần đầu tiên vào năm 1977.

## Từ nguyên
Từ định danh flavicaudus được ghép bởi hai âm tiết trong tiếng Latinh: flavus ("vàng") và cauda ("đuôi"), hàm ý đề cập đến vây đuôi màu vàng của loài cá này.

## Phạm vi phân bố và môi trường sống
D. flavicaudus được phân bố ở các đảo quốc thuộc châu Đại Dương tại Nam Trung Thái Bình Dương, bao gồm quần đảo Société, quần đảo Tuamotu, quần đảo Pitcairn và đảo Rapa Iti.
D. flavicaudus sống trên các rạn san hô viền bờ ở độ sâu đến ít nhất là 40 m, thường được tìm thấy gần các cụm san hô phân nhánh Pocillopora.

## Mô tả
Chiều dài cơ thể lớn nhất được ghi nhận ở D. flavicaudus là 12 cm. Cơ thể có màu nâu sẫm, hơi ánh xanh lam ở lớp vảy trên thân. Phần ngọn của gai vây lưng (trừ phần gốc màu vàng nhạt và phần vây mềm gần như trong suốt), vây hậu môn và vây bụng sẫm đen hơn. Vây đuôi màu vàng tươi. Vây ngực trong suốt, có đốm đen ở gốc vây. Tuy nhiên, chúng có thể chuyển sang kiểu màu xám trên toàn cơ thể (trừ các vây) hoặc chỉ xám ở đầu.
Số gai ở vây lưng: 12; Số tia vây ở vây lưng: 15–16; Số gai ở vây hậu môn: 2; Số tia vây ở vây hậu môn: 13–14; Số gai ở vây bụng: 1; Số tia vây ở vây bụng: 5; Số tia vây ở vây ngực: 20–21.

## Sinh thái học

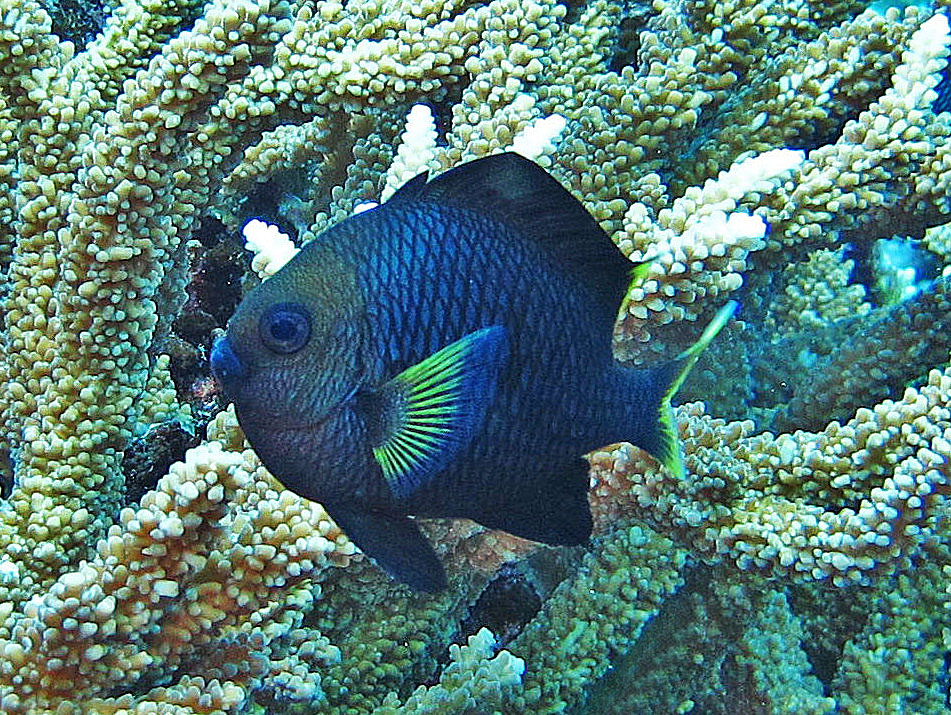
D. flavicaudus

Thức ăn của D. flavicaudus chủ yếu là các loài động vật phù du. Chúng có thể sống thành nhóm với một con đực đứng đầu cùng bầy cá cái nhỏ hơn trong hậu cung của nó. Cá đực có tập tính bảo vệ và chăm sóc trứng; trứng có độ dính và bám vào nền tổ.
D. flavicaudus có thể tạo ra âm thanh trong nhiều trường hợp, như khi cá đực thực hiện các màn tán tỉnh với cá cái, rượt đuổi/chiến đấu với những cá thể cùng loài hoặc khác loài, cũng như khi cá đực nhảy báo hiệu khi cá cái ghé lãnh thổ của nó hoặc để cảnh báo những con đực khác xâm phạm lãnh thổ.

## Phân loại học
D. flavicaudus nằm trong nhóm phức hợp loài Dascyllus reticulatus cùng với Dascyllus carneus và Dascyllus marginatus. Phức hợp Dascyllus trimaculatus được tách ra từ phức hợp reticulatus vào khoảng 3,9 triệu năm trước (Thế Pleistocen).
McCafferty và cộng sự (2002) phát hiện rằng, quần thể D. reticulatus được chia thành hai dòng khác nhau và tách biệt về mặt địa lý, dòng phía bắc phạm vi có quan hệ cận ngành với D. flavicaudus, còn dòng thứ hai hợp thành nhóm chị em với D. carneus. McCafferty và cộng sự không tìm thấy bất kỳ sự khác biệt nào trong trình tự DNA ty thể (mtDNA) để phân biệt giữa D. flavicaudus và dòng D. reticulatus phía bắc. Nếu chúng được xếp vào nhóm loài đồng nghĩa với nhau, cái tên Dascyllus reticulatus sẽ được ưu tiên hơn Dascyllus flavicaudus.